# Drzeniów (powiat żarski)
Drzeniów (niem. Drehne) – wieś w Polsce położona w województwie lubuskim, w powiecie żarskim, w gminie Tuplice.
W latach 1954–1975 w powiecie lubskim. W latach 1954–1972 wieś należała i była siedzibą władz gromady Drzeniów. W latach 1975–1998 miejscowość należała administracyjnie do województwa zielonogórskiego.